# Dick Halligan
Dick Halligan (Troy, Nueva York, 29 de agosto de 1943 - Roma, 18 de enero de 2022) fue un pianista, organista, trombonista, arreglista y compositor norteamericano de jazz rock, jazz y música clásica contemporánea.

## Historial
Comenzó tocando el acordeón en una banda local, pero a los veinte años ya había sido trombonista de varias big bands, entre ellas las de Sammy Kaye y Larry Elgart. En la primera mitad de los años 1960, Halligan tocó jazz con Randy Brecker, Lew Soloff, Sarah Vaughan y muchos otros. En 1967, finaliza su máster en Teoría de la Música en la Escuela de Música de Manhattan y, a la vez, es llamado por Al Kooper para formar parte de su nuevo proyecto jazz rock, Blood, Sweat & Tears, haciéndose cargo del trombón. Con la salida de Kooper de la banda, en 1968, Halligan se hace cargo del piano y el órgano (además de otros instrumentos como la flauta), y permanece con el grupo hasta 1971, siendo el principal arreglista.
Ese mismo año 1971, se instala en Los Ángeles, para desarrollar una sólida carrera como compositor de bandas sonoras para cine y televisión. Entre 1995 y 2000, compone y estrena varias obras clásicas, de música de cámara, incluidos un concierto para trompeta, un cuarteto de cuerda y un trío para fagot, flauta y arpa, que fueron grabados por la Los Angeles Chamber Orchestra. En la década de 2000, Halligan vuelve a tocar jazz con su propio cuarteto.
Halligan falleció el 18 de enero en la capital italiana, por causas naturales.